# Mirza-ye Qomi
Mirza-ye Qomi (persisch میرزای قمی‎; * 1738; † 1815 oder 1816) war ein zwölferschiitischer Rechtsgelehrter und Theologe. Er war ein Wiederbeleber des ʿilm al-uṣūl in der Hawza und ist berühmt für sein Buch Qawanin al-usul (قوانین الاصول), ein Werk zur Jurisprudenz und zur Methodologie. Sein eigentlicher Name lautete Mirza Abu l-Qasem-e Gilani.

## Werke (Auswahl)
- Qawanin al-usul
- Minhadsch al-ahkam